# José Luis Pousada
José Luis Rey Pousada (La Coruña, España, 23 de noviembre de 1953) es un exfutbolista español que se desempeñaba como delantero.

## Clubes
| Club                         | País   | Año       |
| ---------------------------- | ------ | --------- |
| C. D. Ourense                | España | 1973-1975 |
| R. C. Deportivo de La Coruña | España | 1975-1980 |
| Levante U. D.                | España | 1980-1981 |
| Linares C. F.                | España | 1981-1982 |